# Katarina Marinčič

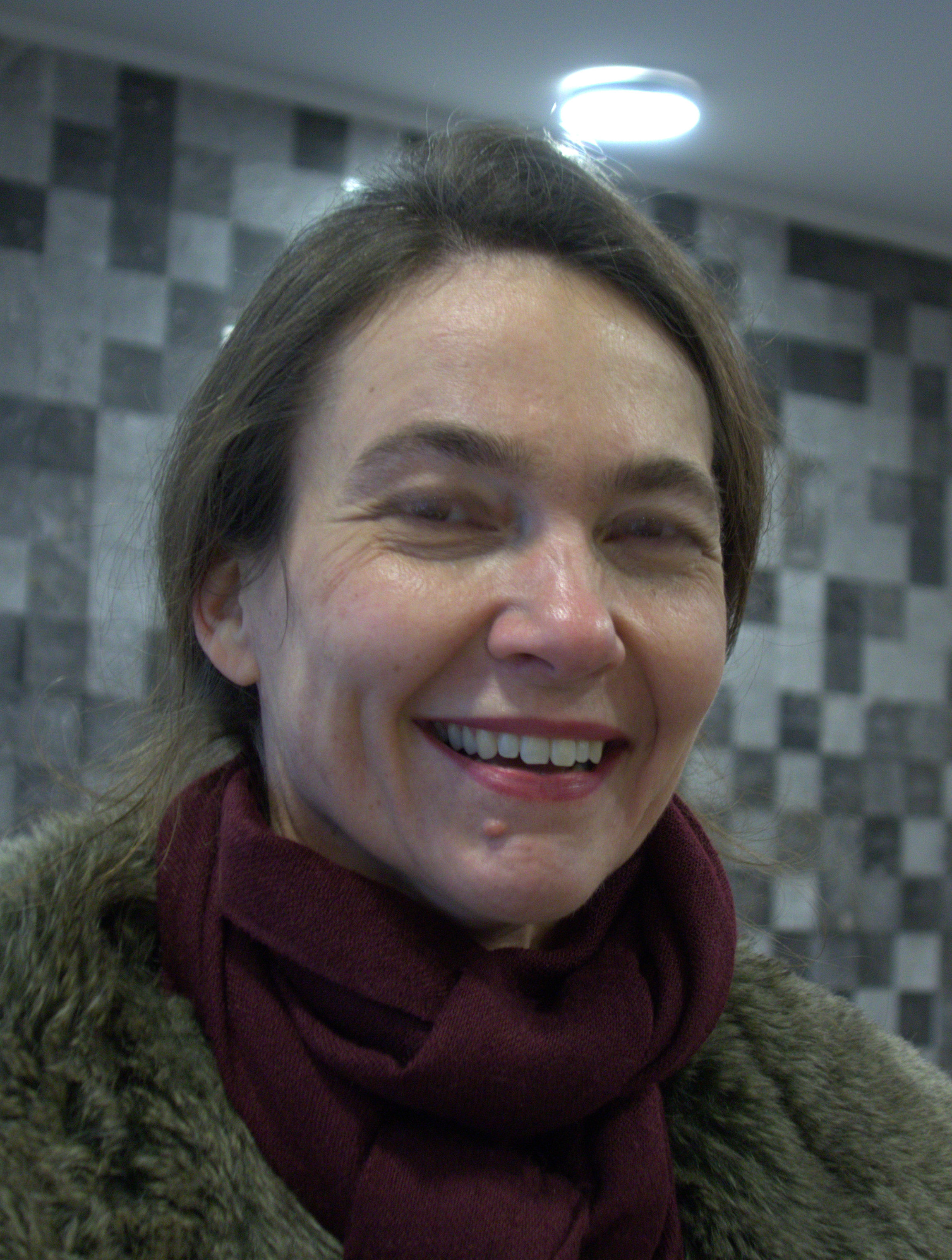
Katarina Marinčič

Katarina Marinčič (* 25. Juni 1968 in Ljubljana, SFRJ) ist eine slowenische Schriftstellerin, Literaturwissenschaftlerin und Übersetzerin.

## Leben und Werk
Marinčič studierte Französisch und Englisch an der Philosophischen Fakultät der Universität Ljubljana, wo sie Dozentin für französische Literatur am Institut für romanische Sprachen und Literaturen ist. Als 21-Jährige veröffentlichte sie ihren Debütroman Tereza im Klagenfurter Wieser Verlag, wo drei Jahre später auch ihr zweiter Roman Rožni vrt („Rosengarten“) erschien. 2002 erhielt sie für ihren dritten Roman Prikrita harmonija (dt. Übersetzung Die verborgene Harmonie) den Kresnik-Preis. Für ihren Kurzgeschichtenband O treh („Von dreien“) wurde sie 2007 mit dem Fabula-Preis für den besten Kurzgeschichtenband (Fabula) ausgezeichnet. Für ihren vierten Roman Po njihovih besedah („Laut ihren Worten“) erhielt sie 2015 den Kritiško sito-Preis des Verbands slowenischer Literaturkritiker.
Marinčičs Romane behandeln vorwiegend historische familiäre und bürgerliche Schicksale. So ist Tereza ist ein Familien- bzw. Briefroman, der an der Wende vom 19. zum 20. Jahrhundert in Ljubljana und Wien spielt, ebenso wird auch in Prikrita harmonija eine Geschichte persönlicher Verflechtungen im Slowenien des frühen 20. Jahrhunderts erzählt. Rožni vrt spielt im Gegensatz dazu in der Gegenwart, in einer fragmentären Geschichte werden aber ebenfalls verschiedene familiäre und persönliche Beziehungen beleuchtet. Po njihovih besedah ist ein Hybrid aus Drama, Poesie und Prosa und verwebt die Erzählungen dreier Protagonisten, darunter Heinrich Schliemann und Karl May. Ihr Kurzroman Ženska s srebrnim očesom („Die Frau mit dem Silberauge“) handelt von einem 50-jährigen Schriftsteller, der nach einer Begegnung mit einer geheimnisvollen Frau derselben nachzuforschen beginnt.
Neben ihrer eigenen schriftstellerischen Tätigkeit übersetzt Marinčič auch aus dem Französischen, u. a. Marcel Proust und Paul Veyne.
Marinčič ist die Tochter des slowenischen Schriftstellers Andrej Hieng.

## Publikationen

### Prosa
- Tereza (Klagenfurt, 1989)
- Rožni vrt (Klagenfurt, 1992)
- Prikrita harmonija (Ljubljana, 2002)
  - dt. Übersetzung: Die verborgene Harmonie (Klagenfurt, Wien, 2008. Übersetzt von Daniela Kocmut)
- O treh (Ljubljana, 2005)
- Po njihovih besedah (Ljubljana, 2014)
- Ženska s srebrnim očesom (Ljubljana, 2022)

### Übersetzungen (Auswahl)
- Marcel Proust: Petinsedemdeset listov. (Ljubljana, 2022)
- Marcel Proust: Radosti in dnevi. (Ljubljana, 2017)
- Paul Veyne: Kako je naš svet postal krščanski. 312-394. (Ljubljana, 2010)